# Archspire
Archspire — канадская техничная дэт-метал-группа, основанная в Ванкувере. В настоящее время у группы подписан контракт с лейблом Season of Mist и было выпущено 4 студийных альбома.

## История
Группа была образована в 2007 году под именем Defenestrated, но в 2009 году сменила название на Archspire. В апреле 2011 года на лейбле Trendkill Recordings был выпущен дебютный альбом All Shall Align. Он был записан в период с мая по декабрь 2010 года, совместно с продюсером Стюартом МакКиллопом в студии The Hive.
В начале 2013 года басист-основатель Джарон Эвил в возрасте 31 года перенес неожиданный инсульт. Он вернулся в группу на короткое время после выздоровления, но в конце концов окончательно покинул коллектив. Позже в 2013 году Archspire подписали контракт с Season of Mist и вошли в Rain City Recorders для записи второго альбома со Стюартом МакКиллопом. 2 февраля 2014 года группа выпустила сингл со своего будущего альбома «Lucid Collective Somnambulation», а в апреле выпустила второй альбом The Lucid Collective.
В январе 2015 года группа объявила, что ищет постоянного басиста на замену их текущего концертного басиста Клейтона Хардера. Они попросили заинтересованные стороны записать видео, на котором они играли песню Archspire (группой была предложена «Deathless Ringing»), и отправить группе ссылку. 12 января группа объявила, что они выбрали Джареда Смита своим постоянным басистом, и разместила видео Смита с исполнением «Lucid Collective Somnambulation». Группа анонсировала свой третий альбом Relentless Mutation и выпустила сингл «Involuntary Doppelgänger» 5 июля 2017 года. Альбом был выпущен 22 сентября 2017 года.
В 2019 году группа попала в заголовки технических новостей, когда дуэт программистов под названием Dadabots создал нейронную сеть для непрерывного генерирования техничного дэт-метала, которая обучалась на музыке Archspire; Dadabots также отметили, что музыка Archspire давала наиболее стабильные результаты ИИ, по-видимому, из-за высокого темпа и техничной, «машиноподобной» природы песен. Сами Archspire также прокомментировали это явление, в шутку назвав себя роботами. Позже в том же году Питерс и Преветт появились в эпизодической роли в первом эпизоде сериала Видеть; актер Джейсон Момоа является поклонником группы и попросил вокалиста Питерса научить его технике «боевого клича».
В 2021 году группа анонсировала четвёртый студийный альбом, Bleed the Future, который был выпущен 29 октября. 4 августа был выпущен сингл с грядущего альбома, «The Golden Mouth of Ruin».
В мае 2022 года Archspire анонсировали первый в истории группы тур по Латинской Америке, который пройдёт в июле и сентябре.

## Состав

### Текущий состав
- Оли Питерс — вокал (2009-настоящее время)
- Тоби Морелли — семиструнная гитара (2009-настоящее время)
- Дин Лэмб — восьмиструнная гитара (2009-настоящее время)
- Джаред Смит — бас-гитара (2016-настоящее время)

### Бывшие участники
- Джарон Эвил — бас-гитара, бэк-вокал (2009—2013)
- Клейтон Хардер — бас-гитара (2013—2016)
- Шон Хэч — вокал (2009)
- Спенсер Преветт — ударные (2009-2024)

## Дискография
- All Shall Align (2011)
- The Lucid Collective (2014)
- Relentless Mutation (2017)
- Bleed the Future (2021)